# Francis Freeman
Ajax, il cui suo vero nome è Frencis "Fanny" Freeman, è un personaggio dei fumetti ed è stato creato dallo scrittore Joe Kelly e dall'artista Walter A. McDaniel.

## Biografia del personaggio
L'uomo conosciuto come "The Attending" era l'ex esecutore del laboratorio del Dr. Killebrew, noto come Workshop, parte dell'Hospice per supersoldati falliti al Progetto Arma X. Francis ha agito come braccio forte per Killebrew, tenendo a freno i "washout" del progetto che erano foraggio per gli esperimenti sadici di Killebrew ogni volta che uscivano dalle righe. Questo includeva Wade Wilson, che in seguito sarebbe stato conosciuto come il mercenario Deadpool.
Avendo avuto i suoi nervi rimossi da Killebrew per una migliore gestione del dolore, Francis avrebbe in seguito migliorato la forza e la capacità intuitiva, oltre a ricevere impianti sottocutanei per super-velocità e agilità.
Dopo infiniti scherni da parte di Wilson, a Francis fu dato il permesso da Killebrew di ucciderlo. Francis orchestrò gli eventi in modo che Wilson compisse un omicidio misericordioso su un altro detenuto, il che era contro le regole; il detenuto che Deadpool doveva uccidere era uno a cui era diventato particolarmente vicino. Dopo che Francis ha rimosso il cuore di Wilson, il suo fattore di guarigione si è manifestato per la prima volta rigenerando un nuovo cuore per il mercenario. Tuttavia, l'intera serie di eventi gli costò la sua sanità mentale. Prendendo il nome in codice di Deadpool, ha dato la caccia e apparentemente ucciso Francis.
Rivelato essere sopravvissuto, Francis riemerse anni dopo usando il nome in codice di Ajax. Ha dato la caccia e ucciso molti dei membri sopravvissuti del progetto Arma X per vendicarsi di Deadpool. Ajax torturò Killebrew nella sua casa di montagna nelle Alpi per ottenere la frequenza del teletrasporto di Wade; dopo di che teletrasportò Wade vicino a una scogliera vicina e lo colpì con un pugno, mandando Deadpool alla sua apparente morte.
In un'esperienza di pre-morte, tuttavia, è stato rivelato che, poiché Wade è tornato dalla morte una volta per uccidere Francis, ora era vincolato dall'onore e dal destino a finire il lavoro che aveva iniziato molti anni fa, spinto dai fantasmi delle vittime di Francis che erano stati anche amici di Wilson. La battaglia continuò quando Deadpool salvò Killebrew e cercò rifugio nella casa del vicino di casa di Killebrew. Questo era di proprietà di Ilaney Bruckner che fu trascinata con riluttanza nel conflitto quando Deadpool distrusse la casa per rallentare Francis.
Francis raggiunse il trio e procedette a colpire ripetutamente Deadpool a super velocità. Prima che potesse uccidere Deadpool, tuttavia, Killebrew lo cosparse di benzina e accese un bagliore, distruggendo la protezione della testa e del collo di Francis. Per fare questo, Killebrew è stato triturato a super-velocità.
Ancora una volta raggiungendo Deadpool in fuga, Ajax cadde vittima di una trappola tesa dalla sua vittima designata che portò all'esposizione dei circuiti della sua armatura. Approfittando di questo, Deadpool ha organizzato per Ajax di immergerli entrambi in un lago, cortocircuitando la sua armatura e dando a Deadpool l'opportunità di ucciderlo, cosa che ha fatto spezzandogli il collo. Ajax "riapparve" anni dopo in uno degli incubi di Deadpool, più precisamente su un set televisivo.
Blackheart libera Ajax dall'Inferno nel tentativo di impedire a Deadpool e Thanos di intromettersi nel suo ultimo piano per rovesciare Mefisto. Ajax, che ora si fa chiamare "Abyss Man", localizza e tenta di uccidere la coppia, ma il duo lo sottomette e lo trasforma in una porta per l'Inferno con l'aiuto di Black Talon.

## Poteri e abilità
Francis ha migliorato la forza e la capacità intuitiva, come risultato delle modifiche genetiche del dottor Killebrew. Dopo aver ricevuto gli impianti, ha acquisito velocità e agilità sovrumane. Anche i suoi nervi sono stati rimossi per aumentare drasticamente la sua tolleranza al dolore.

## Altri media

### Cinema
Francis Freeman, alias Ajax, appare come antagonista principale nel film Deadpool (2016), interpretato da Ed Skrein. Secondo il co-sceneggiatore Rhett Reese, il personaggio è stato scelto per fungere da nemico principale del lungometraggio cinematografico a causa della sua "qualità sadica e della sua impermeabilità al dolore e a ciò che questo implicava su di lui" che "atterra molto duramente su Wade Wilson e crea il divertente antagonismo". Questa versione di Ajax lavora come scienziato in una struttura sotterranea chiamata Workshop e tortura Wade Wilson per attivare i suoi geni mutanti e venderlo come un super schiavo. Tuttavia, Wade fugge e cerca vendetta dopo che la tortura lo ha lasciato sfigurato. Dopo che Wade lo ha messo all'angolo e lo ha ferito, Freeman fugge quando Colosso e Testata Mutante Negasonica distraggono il suo aggressore. Lui e la sua partner Angel Dust in seguito si vendicano rapendo la fidanzata di Wade, Vanessa Carlysle. Wade, Colosso e Negasonica affrontano Freeman, Angel Dust e la loro squadra in un deposito di rottami, dove Wade uccide Freeman.